# 陳澧
陳 澧（ちん れい、Chen Li、1810年 ‐ 1882年）は、中国清代後期の儒学者・考証学者。字は蘭甫。
広東省広州府番禺県出身。1832年に挙人となり、河源県訓導となった。のち、阮元が建設した書院・学海堂の学長を数十年にわたって務め、晩年は菊坡精舎の主講となった。天文・地理・楽律・算術・篆隷などあらゆる学問に通じていた。音韻学者として『切韻考』を著し、中古音の声母系統を研究した。儒学者としては漢学・宋学どちらも尊重する態度をとった。著書に『声律通考』『漢志水道図説』『漢儒通義』『老子注』『公孫龍子注』、未完の『東塾読書記』などがある。